# Kahramanmaraş (district)
Kahramanmaraş is een Turks district in de provincie Kahramanmaraş en telt 598.471 inwoners (2008). Het district heeft een oppervlakte van 3685,7 km². Hoofdplaats is Kahramanmaraş.
De bevolkingsontwikkeling van het district is weergegeven in onderstaande tabel.
| 1997    | 2000    | 2007    | 2008    |
| ------- | ------- | ------- | ------- |
| 440.774 | 465.370 | 500.950 | 598.471 |